# Bataille du Holme
La bataille du Holme se déroule en 902 ou 903. Elle oppose une armée de Vikings du Danelaw menée par Æthelwold, prétendant au trône du Wessex, à des troupes du Kent au service de son rival Édouard l'Ancien, menées par l'ealdorman Sigehelm.

## Déroulement
D'après la Chronique anglo-saxonne, les hommes du Kent s'attardent en Est-Anglie au mépris des ordres d'Édouard, qui a ordonné la retraite après avoir mené une expédition de pillage dans le royaume de ses ennemis. Les retardataires sont encerclés par les Danois et un « grand massacre » s'ensuit. La Chronique rapporte que les Danois restent maîtres du champ de bataille, impliquant qu'ils sont sortis victorieux de l'affrontement. Cependant, Æthelwold trouve la mort durant celui-ci, ce qui met un terme à la menace qu'il constitue pour Édouard. La bataille coûte également la vie à l'ealdorman Sigehelm, ainsi qu'au roi viking d'Est-Anglie Eohric, allié d'Æthelwold.
La bataille se déroule dans les Fens, mais le site exact n'est pas identifié avec certitude. Il pourrait s'agir de Holme, dans le Cambridgeshire.

## Datation
La date de la bataille du Holme n'est pas établie avec certitude. Elle figure sous l'année 905 (pour 903) dans les manuscrits A, B, C et D de la Chronique anglo-saxonne, mais puisque ce texte fixe le début de l'année au mois de septembre, elle pourrait avoir eu lieu dans les derniers mois de l'année 902. Le Chronicon d'Æthelweard la situe le 12 ou le 13 décembre, et les annales de Siméon de Durham enregistrent la mort d'un Beorhtsige sous l'année 902 qui semble être le prince mercien tué lors de l'affrontement. Néanmoins, Cyril Hart estime qu'il est peu probable que la bataille ait pu avoir lieu aussi tard dans l'année, car cela impliquerait qu'Æthelwold aurait lancé son invasion en automne, une saison peu propice aux grandes campagnes. Il suggère donc une date au printemps 903. Les ouvrages de référence situent la mort d'Æthelwold, et donc la bataille du Holme, soit en 902,, soit en 903,,.